# Michael Hess
Michael Anthony Hess (Roscrea, 5 de julio de 1952 – Washington D. C. 15 de agosto de 1995) fue un abogado estadounidense, nacido en Irlanda, que a la edad de 4 años fue despojado de su madre biológica del Asilo de las Magdalenas y vendido a una familia adoptiva por la Iglesia católica. Llegó a ser el máximo abogado del Partido Republicano en los años 1980 y buscó toda su vida a Philomena Lee, su progenitora.

## Biografía
Anthony Lee nació en la Abadía Sean Ross, un convento famoso por ser un asilo de las Magdalenas, donde su madre Philomena Lee de 19 años estaba recluida por haberse embarazado sin estar casada. Convivió con su madre hasta los 4 años y él recordaba esto, cuando su madre fue obligada por las monjas a firmar los papeles de adopción en beneficio de una pareja estadounidense; este acto hoy incurriría en ilegalidad.
El niño fue renombrado como Michael Anthony Hess y se crio en una familia católica adinerada de la región del Medio Oeste. Se graduó de la Universidad de Notre Dame en 1974, donde fue llamado brillante y más tarde obtuvo un doctorado en la Universidad George Washington.

### Carrera
Hess se afilió al Partido Republicano siendo un estudiante, militó en él y luego se convirtió en el principal asesor legal del Comité Nacional Republicano en 1981, era admirado por su integridad y búsqueda de justicia. Finalmente se convirtió en el principal abogado del partido, bajo la presidencia de Ronald Reagan, siendo una figura importante en las batallas de redistribución de distritos y uno de sus políticos más poderosos de finales de los ochenta y principios de los años 1990.

## Vida privada
Michael era homosexual, tenía una relación con Steve Dahllof desde 1980 y debía fingir un noviazgo con una secretaria para no verse perjudicado por las ideas de su partido político. Hess ocultó públicamente que tuvo VIH/sida, murió de ello y sufrió mucho cuando los republicanos decidieron recortar gastos a la lucha contra la enfermedad; por considerarla causa del estilo de vida.
Buscó a su madre biológica toda su vida, viajando dos veces a la Abadía Sean Ross, pero nunca obtuvo respuestas de las Hermanas de los Sagrados Corazones de Jesús y María. Philomena también consultó varias veces a las monjas, pero nunca le dijeron que Michael Hess la buscaba.
Finalmente Hess ya enfermo, quien siempre llevaba en el traje un arpa celta como reconocimiento a su origen irlandés, viajó por última vez a la abadía para financiar su entierro en ella. Nunca pudo conocer a su progenitora ni quiso que su búsqueda se hiciera pública y su enfermedad no se reveló en vida.

## Legado
En 2003 Philomena Lee contactó al periodista Martin Sixsmith para contarle su historia. Sixsmith inició una investigación y realizó la búsqueda de Anthony Lee: se sorprendió mucho al descubrir la identidad de Hess. La historia fue publicada en un libro y salió en un artículo de la BBC, generando una fuerte presión de la comunidad a las investigaciones sobre las adopciones ilegales en Irlanda.
El libro se hizo una película de Stephen Frears en 2013: Philomena, y el caso de Hess provocó una fuerte reacción en Irlanda, donde se impulsó la búsqueda de los niños adoptados ilegalmente y se vio disminuido el catolicismo en la comunidad. Lee visita todos los años la tumba de su hijo y dice estar contenta por la vida de Anthony, reconociendo que bajo su crianza nunca hubiera logrado el mismo éxito profesional.